# Мусатов, Степан Иванович
Степа́н Ива́нович Муса́тов (1886, Ташино, Нижегородская губерния — 1969, Горький) — русский революционер и советский партийный деятель.

## Биография
Родился в 1886 году в селе Ташине Нижегородской губернии (ныне — город Первомайск Нижегородской области) в семье рабочего местного чугунолитейного завода. Был единственным из шестерых детей, доживших до взрослого возраста. Окончил местную начальную школу. Поступил работать на завод учеником-обрубщиком, затем работал литейщиком-формовщиком. В 1905 году стал членом политического кружка на заводе. Через некоторое время старшие члены кружка были арестованы и высланы, а младшие, среди которых был Мусатов, поставлены под гласный надзор полиции. После Февральской революции 1917 года ситуация изменилась, политическая деятельность стала легальной и Мусатов был избран председателем Совета старост на Ташином заводе, а затем — председателем комиссии контроля над производством. В марте 1917 года был направлен из Ташина в город Ардатов Нижегородской губернии для организации там Советов. Работал председателем исполнительного комитета Ардатовского, затем — Починковского уездов. В дальнейшем был членом и секретарём Контрольной комиссии Нижегородской губернии, членом губернских судов в Нижнем Новгороде и Чувашии. Подробности дальнейшей биографии неизвестны. Похоронен в Нижнем Новгороде.